# Sainte-Eulalie-en-Royans
Sainte-Eulalie-en-Royans é uma comuna francesa na região administrativa de Auvérnia-Ródano-Alpes, no departamento de Drôme. Estende-se por uma área de 6,14 km². Em 2010 a comuna tinha 557 habitantes (densidade: 90,7 hab./km²).